# Ravidas
Ravidas (em hindi:  रविदास; Varanasi, ca. 1450 — Varanasi, ca. 1520) foi um santo-poeta místico indiano do movimento Bhakti durante os séculos XIV a XVI. Venerado como guru (professor) na região de Punjab, Uttar Pradesh, Rajastão, Maharashtra e Madhya Pradesh, as canções devocionais de Ravidas tiveram um impacto duradouro sobre o movimento bhakti. Ravidas era um poeta-santo, reformador social e uma figura espiritual.
Os detalhes da vida dos Ravidas são incertos e contestados. Os estudiosos acreditam que ele nasceu em 1371 EC em uma família que trabalhava com peles de animais mortos para produzir produtos de couro, mais conhecidos na Índia como "intocáveis". Na tradição e nos textos da era medieval, afirmam que Ravidas foi um dos discípulos do santo poeta brâmane bhakti Ramananda e do poeta-santo contemporâneo do movimento bhakti, Kabir.
As canções devocionais de Ravidas foram incluídas nas escrituras siques Guru Granth Sahib. O texto Panch Vani da tradição Dadupanthi no hinduísmo também inclui numerosos poemas de Ravidas. Ravidas ensinou a remoção de divisões sociais de casta e gênero, e promoveu a unidade na busca de liberdades espirituais pessoais.

## Biografia
Os detalhes da vida de Ravidas não são bem conhecidos pois ele era de uma família de casta inferior e naquela época os membros do nascimento de sua casta não eram registrados pelos estudiosos brâmanes. Estudiosos afirmam que ele nasceu em 1450 EC e morreu em 1520 EC.
Ravidas nasceu na aldeia de Seer Goverdhanpur, perto de Varanasi, no que hoje é Uttar Pradesh, na Índia. Seu local de nascimento é agora conhecido como Shri Guru Ravidas Janam Asthan. Mata Ghurbinia era sua mãe e seu pai era Raghuram. Sua ocupação original era trabalho com couro, no entanto ele passava a maior parte de seu tempo em atividades espirituais na margem do rio Ganges. Depois disso, passou a maior parte de sua vida na companhia de santos sufi, sadhus e ascetas.
O texto Ananta Das Parchai, uma das primeiras biografias de vários poetas do Movimento Bhakti, introduz o nascimento dos Ravidas da seguinte forma:

Em Benares, aquela melhor das cidades, nenhum mal jamais visita homens.

Ninguém que morre vai para o inferno, o próprio Shankar vem com o Nome de Ram.

Onde Shruti e Smriti têm autoridade, lá Raidas renasceu,

na casa de um Shakta de casta baixa, seu pai e sua mãe eram ambos Chamars.

Em seu nascimento anterior, ele era um brâmane,

ele ouviu o tempo todo a recitação religiosa, mas não desistiu da carne.

Por esse pecado, ele nasceu em uma família de castas baixas,

mas ele se lembrou de seu nascimento anterior.
— Anantadas Parcai, 1600 CE, Traduzido para o inglês por Winnand Callewaert
Textos da época medieval, como o Bhaktamal, sugerem que Ravidas não era o discípulo do bhakti-poeta Brâmane Ramananda. Ele é tradicionalmente considerado o contemporâneo mais jovem de Kabir.
Suas ideias e fama aumentaram ao longo de sua vida, os textos sugerem que os brâmanes (membros da casta superior sacerdotal) costumavam se curvar diante dele. Ele viajou extensivamente, visitando locais de peregrinação hindu em Andra Pradexe, Maharashtra, Guzerate, Rajastão e no Himalaia. Ele abandonou a forma de seres supremos saguna (com atributos, imagem) e focalizou a forma nirguna (sem atributos, abstrata) de seres supremos. Como seus hinos poéticos em línguas regionais inspiraram outros, pessoas de várias origens buscaram seus ensinamentos e orientações.
A maioria dos estudiosos acreditam que Ravidas conheceu o Guru Nanak Dev Ji, o fundador do siquismo. Ele é reverenciado na escritura sikh e 41 dos poemas de Ravidas estão incluídos no Adi Granth. Estes poemas são uma das mais antigas fontes de suas ideias e obras literárias. Outra fonte substancial de lendas e histórias sobre a vida de Ravidas é a hagiografia da tradição sikh, chamada Premambodha. Este texto, criado a mais de 150 anos após a morte de Ravidas, em 1693, inclui-o como um dos dezessete santos da tradição religiosa indiana. O Bhaktamal (um (poema com biografias de mais de 200 bhaktas) de Nabhadas (um santo pertencente à tradição de Ramananda) do século XVII e o Parcais de Anantadas contêm capítulos sobre Ravidas. Além disso, as escrituras e os textos da tradição sikh e as tradições Hindu Dadupanthi, a maioria das outras fontes escritas sobre a vida de Ravidas, incluindo pelos Ravidasi (seguidores de Ravidas), foram compostas no início do século XX, ou cerca de 400 anos depois de sua morte.